# Pasaporte a la isla
Pasaporte a la isla fue un concurso de telerrealidad emitido en Telecinco y producido por Magnolia para la época veraniega de la cadena. El reality, que se emitió entre el 19 de julio y el 31 de agosto de 2015, estuvo conducido por Jordi González y Laura Lobo.

## Mecánica
El formato consiste en encerrar a un grupo de famosos o conocidos del grupo Mediaset España en una finca rural madrileña, donde concursan por parejas. Allí realizan una serie de pruebas de destreza, a partir de las cuales gana la inmunidad la pareja que obtenga el mejor resultado, además de tener la oportunidad de nominar directamente y de vivir en la "casa privada", donde se vive en mejores condiciones que los demás concursantes. Por su parte, las últimas dos parejas clasificadas deben convivir en la "casa del fuego", siendo los encargados de hacerlo y mantenerlo, y el resto del grupo tiene que pasar la semana viviendo a la intemperie.
Asimismo, se someten a una ronda semanal de nominaciones, surgiendo una pareja nominada por parte del grupo y otra por parte del dúo líder. Posteriormente, estas dos parejas son valoradas por un jurado compuesto por colaboradores y exparticipantes de Supervivientes, que se encarga de exponer a los componentes de una de ellas a la expulsión. Es la audiencia la que decide qué miembro de la pareja nominada debe abandonar la competición mediante sus votos a través de una aplicación móvil. Tras la expulsión, el concursante salvado debe elegir a un compañero para que sea su nueva pareja. Esto implica la ruptura de un dúo, cuyo miembro restante pasa a ser inmune y tiene que concursar en solitario durante una semana.
El ganador de este programa tiene garantizada una entrada directa a la siguiente edición de Supervivientes.
A mediados de concurso, el programa decidió dar una segunda oportunidad a los concursantes expulsados por la audiencia, conviviendo como "rescatados" de nuevo en la finca, en la casa privada. De entre ellos, uno sería elegido por la organización para obtener un segundo pasaporte a la isla convirtiéndose, junto al ganador de los aspirantes, en participante oficial de la siguiente edición de Supervivientes.
Tras convertirse en los ganadores, Cristian y Mari Carmen participaron, al año siguiente, en Supervivientes 2016. Finalmente, Mari Carmen fue la segunda expulsada del concurso y Cristian el tercero, ambos a los 28 días de haber comenzado el reality.

## Pasaporte a la isla (2015)
- 19 de julio de 2015 — 31 de agosto de 2015 (43 días).

Después de que programas como Gran Hermano, Gran Hermano VIP y Supervivientes tuvieran grandes audiencias, Telecinco decidió apostar por un nuevo reality durante la época veraniega, como ya hizo en 2013 con Campamento de verano y en 2014 con Ex, ¿qué harías por tus hijos?. Esta vez, Mediaset España confió la producción del formato a Magnolia TV.
En un principio, se anunció que el programa se llamaría Un billete para la isla y que estaría presentado por Jordi González desde el plató y por Lara Álvarez desde la casa de convivencia. Sin embargo, Mediaset decidió darle un descanso por su trabajo en Supervivientes 2015. En su lugar, Mediaset confió en Laura Lobo para copresentar el espacio.
Finalmente, durante la gala final de Supervivientes 2015, se confirmó que el programa se llamaría Pasaporte a la isla y que los participantes convivirían en la finca rural en la que permanecieron los finalistas del reality de supervivencia durante la última semana del concurso, conocida entonces como "Palapa ibérica". Además, se desvelaron los primeros nombres de los concursantes y comenzaron a emitirse las primeras promociones, anunciando que el formato se estrenaría el 19 de julio de 2015.

### Participantes
| Concursantes           | Concursantes                 | Se dio a conocer por ser... | Duración  | Galas líder           | Galas nominado                      | Información   |
| ---------------------- | ---------------------------- | --------------------------- | --------- | --------------------- | ----------------------------------- | ------------- |
|                        | Cristian Nieto               | Tronista de MyHyV           | 43 días   | 1.ª, 6.ª, 8.ª y final | Final                               | Ganador (90%) |
| Isaac Díaz             | Tronista de MyHyV            | 43 días                     | 1.ª       | 9.ª y final           | 2.º finalista (10%)                 |               |
| Lorena De Souza        | Amante de Kiko Rivera        | 43 días                     | Nunca     | 1.ª, 5.ª, 6.ª y final | 3.ª finalista (84%)                 |               |
| Jenny Llada            | Actriz y vedette             | 43 días                     | 2.ª y 9.ª | Final                 | 4.ª finalista (52%)                 |               |
| Gaby Rope              | Participante de ¿QQCCMH? 3   | 43 días                     | 3.ª       | 5.ª y final           | 5.° finalista (6 votos de 10)       |               |
| M.ª Carmen Torrecillas | Participante de ¿QQCCMH? 3   | 43 días                     | 6.ª       | 3.ª, 8.ª y 9.ª        | 8.ª expulsada (51%) y 2.ª ganadora  |               |
| Two Yupa               | Expareja de Rappel           | 42 días                     | 2.ª y 5.ª | 8.ª                   | 7.ª expulsada (53%)                 |               |
| Pepi Valladares        | Exempleada de Isabel Pantoja | 21 días                     | 5.ª       | 6.ª                   | 6.ª expulsada (87%)                 |               |
| Jesús Reyes            | Estilista                    | 28 días                     | 3.ª       | 5.ª                   | 5.º expulsado (37%)                 |               |
| Yasmina Quejigo        | Tronista de MyHyV            | 28 días                     | Nunca     | 2.ª y 5.ª             | 4.ª expulsada (40%)                 |               |
| M.ª José               | Participante de ¿QQCCMH? 4   | 21 días                     | Nunca     | 3.ª                   | 3.ª expulsada (61%)                 |               |
| Miriam Díaz            | Participante de Adán y Eva   | 14 días                     | Nunca     | 2.ª                   | 2.ª expulsada (56%)                 |               |
| Luisa Kremleva         | Tronista de MyHyV            | 3 días                      | Nunca     | 1.ª                   | Abandono voluntario / 1.ª expulsada |               |

### Estadísticas semanales
|           | Gala 1 | Gala 1   | Gala 2   | Gala 3    | Gala 4/5  | Gala 6    | Gala 7/8  | Gala 9    | Final     | Final     | Final     | Final     | Final     |
| --------- | ------ | -------- | -------- | --------- | --------- | --------- | --------- | --------- | --------- | --------- | --------- | --------- | --------- |
| Cristian  | Entra  | Inmune   | Salvado  | Salvado   | Salvado   | Inmune    | Inmune    | Salvado   | Inmune    | Nominado  | Nominado  | Finalista | Ganador   |
| Isaac     | Entra  | Inmune   | Inmune   | Salvado   | Salvado   | Salvado   | Salvado   | Nominado  | Nominado  | Nominado  | Finalista | Finalista | Segundo   |
| Lorena    | Entra  | Nominada | Salvada  | Salvada   | Nominada  | Nominada  | Salvada   | Salvada   | Nominada  | Nominada  | Nominada  | Tercera   |           |
| Jenny     | Entra  | Salvada  | Inmune   | Salvada   | Salvada   | Salvada   | Salvada   | Inmune    | Nominada  | Nominada  | Expulsada |           |           |
| Gaby      | Entra  | Salvado  | Salvado  | Inmune    | Nominado  | Salvado   | Salvado   | Salvado   | Nominado  | Expulsado |           |           |           |
| M.ªCarmen | Entra  | Salvada  | Salvada  | Nominada  | Salvada   | Inmune    | Nominada  | Nominada  | Expulsada | Rescatada | Rescatada | Rescatada | Pasaporte |
| Two Yupa  | Entra  | Salvada  | Inmune   | Salvada   | Inmune    | Salvada   | Nominada  | Expulsada | Rescatada | Rescatada | Rescatada | Rescatada | Eliminada |
| Pepi      |        |          | Invitada | Entra     | Inmune    | Nominada  | Expulsada | Rescatada | Rescatada | Rescatada | Rescatada | Rescatada | Eliminada |
| Jesús     | Entra  | Salvado  | Salvado  | Inmune    | Nominado  | Expulsado | Rescatado | Rescatado | Rescatado | Rescatado | Rescatado | Rescatado | Eliminado |
| Yasmina   | Entra  | Salvada  | Nominada | Salvada   | Nominada  | Expulsada | Rescatada | Rescatada | Rescatada | Rescatada | Rescatada | Rescatada | Eliminada |
| M.ªJosé   | Entra  | Salvada  | Salvada  | Nominada  | Expulsada |           | Rescatada | Rescatada | Rescatada | Rescatada | Rescatada | Rescatada | Eliminada |
| Miriam    | Entra  | Salvada  | Nominada | Expulsada |           |           | Rescatada | Rescatada | Rescatada | Rescatada | Rescatada | Rescatada | Eliminada |
| Luisa     | Entra  | Nominada | Abandono |           |           |           |           |           |           |           |           |           |           |

     Concursante salvado por el jurado.

### Parejas
|            | Gala 1 | Gala 1     | Gala 2     | Gala 3     | Galas 4 y 5 | Gala 6     |
| ---------- | ------ | ---------- | ---------- | ---------- | ----------- | ---------- |
| Cristian   | Entra  | Isaac      | Lorena     | Lorena     | M.ª Carmen  | M.ª Carmen |
| Isaac      | Entra  | Cristian   | -          | Yasmina    | Jenny       | Jenny      |
| Lorena     | Entra  | Luisa      | Cristian   | Cristian   | Jesús       | Pepi       |
| Jenny      | Entra  | Two Yupa   | Two Yupa   | Two Yupa   | Isaac       | Isaac      |
| Gaby       | Entra  | Jesús      | Jesús      | Jesús      | Yasmina     | Two Yupa   |
| M.ª Carmen | Entra  | M.ª José   | M.ª José   | M.ª José   | Cristian    | Cristian   |
| Two Yupa   | Entra  | Jenny      | Jenny      | Jenny      | Pepi        | Gaby       |
| Pepi       |        |            | Invitada   | Entra      | Two Yupa    | Lorena     |
| Jesús      | Entra  | Gaby       | Gaby       | Gaby       | Lorena      | Rescatado  |
| Yasmina    | Entra  | Miriam     | Miriam     | Isaac      | Gaby        | Rescatada  |
| M.ª José   | Entra  | M.ª Carmen | M.ª Carmen | M.ª Carmen | Expulsada   | Rescatada  |
| Miriam     | Entra  | Yasmina    | Yasmina    | Expulsada  |             | Rescatada  |
| Luisa      | Entra  | Lorena     | Expulsada  |            |             |            |

- A partir de la 7.ª gala, los concursantes empezaron a concursar de manera individual.

### Presentadores
- Jordi González: Presentador en plató.
- Laura Lobo: Copresentadora en los exteriores de la casa.[15]

### Jurado e invitados
| Jurado/Invitado     | Presente por participar en...                        | Galas | Galas | Galas | Galas | Galas | Galas | Galas     |
| Jurado/Invitado     | Presente por participar en...                        | 1     | 2     | 3     | 4 / 5 | 6     | 7 / 8 | 9 / Final |
| ------------------- | ---------------------------------------------------- | ----- | ----- | ----- | ----- | ----- | ----- | --------- |
| Belén Rodríguez     | Colaboradora de Sálvame y comentarista de realities  |       |       |       |       |       |       |           |
| Carmen Gahona       | Concursante de Supervivientes 2015                   | I     |       |       |       |       |       |           |
| Christopher Mateo   | Ganador de Supervivientes 2015                       |       |       |       |       |       |       |           |
| Elisa de Panicis    | Concursante de Supervivientes 2015                   |       |       |       |       |       |       |           |
| Fortu               | Concursante de Supervivientes 2015                   |       |       |       |       |       |       |           |
| Isabel Rábago       | Concursante de Supervivientes 2015                   |       |       |       |       |       |       |           |
| José Labrador       | Concursante de Supervivientes 2015                   |       | I     |       |       |       |       |           |
| Lola Ortiz          | Concursante de Supervivientes 2015                   |       |       |       |       |       |       |           |
| Lucía Parreño       | Concursante de Gran Hermano 15 y Supervivientes 2015 |       |       |       |       |       |       |           |
| Lydia Lozano        | Colaboradora de Sálvame                              |       |       |       |       |       |       |           |
| Manu Lombardo       | Tronista de MYHYV                                    |       |       | I     |       |       |       |           |
| M.ª Ángeles Delgado | Concursante de Acorralados                           |       |       |       |       |       |       |           |
| Mila Ximénez        | Colaboradora de Sálvame                              |       |       |       |       |       |       |           |
| Nacho Montes        | Semifinalista de Supervivientes 2014                 |       |       |       |       |       |       |           |
| Rubén López         | Finalista de Supervivientes 2015                     |       |       |       |       |       |       |           |
| Sofía Cristo        | Concursante de Supervivientes 2007                   |       |       |       |       |       |       |           |
| Suhaila Jad         | Concursante de Supervivientes 2014 y 2015            |       |       |       |       |       |       |           |
| Susana Morales      | Pretendienta de Manu Lombardo y elegida de MYHYV     |       |       | I     |       |       |       |           |
| Víctor Sandoval     | Concursante de GH VIP 3                              |       |       |       |       |       |       |           |

- Integrante del jurado de la semana.
- (I) Invitado/s de la semana.

### Recepción de la audiencia y características de la gala
| Fecha      | Características del programa                                                                                            | Espectadores | Share |
| ---------- | --- | ------------ | ----- |
| 19/07/2015 | Gala 1 / Presentación / Nominación de Lorena y Luisa                                                                    | 1.580.000    | 14,7% |
| 26/07/2015 | Gala 2 / Expulsión de Luisa / Nominación de Miriam y Yasmina                                                            | 1.339.000    | 12,9% |
| 02/08/2015 | Gala 3 / Expulsión de Miriam / Nominación de M.ª Carmen y María José                                                    | 1.247.000    | 13,6% |
| 09/08/2015 | Gala 4 / Expulsión de María José                                                                                        | 1.372.000    | 10,8% |
| 10/08/2015 | Gala 5 / Nominación de Gaby, Jesús, Lorena y Yasmina                                                                    | 1.503.000    | 11,8% |
| 16/08/2015 | Gala 6 / Expulsión de Yasmina y Jesús / Nominación de Lorena y Pepi                                                     | 1.149.000    | 11,5% |
| 23/08/2015 | Gala 7 / Expulsión de Pepi                                                                                              | 1.116.000    | 10,8% |
| 24/08/2015 | Gala 8 / Nominación de M.ª Carmen y Two Yupa                                                                            | 1.264.000    | 10,2% |
| 30/08/2015 | Gala 9 / Semifinal / Expulsión de Two Yupa / Nominación de Isaac y M.ª Carmen                                           | 1.137.000    | 10,0% |
| 31/08/2015 | Gala Final / Expulsión de M.ª Carmen, Gaby, Jenny y Lorena / 2.º: Isaac / Ganador: Cristian / 2.º pasaporte: M.ª Carmen | 1.301.000    | 12,8% |

## Palmarés
| Edición               | Fecha | Ganadores                             | Subcampeón | Tercer lugar    |
| --------------------- | ----- | ------------------------------------- | ---------- | --------------- |
| [ 1 ] Primera edición | 2015  | Cristian Nieto M.ª Carmen Torrecillas | Isaac Díaz | Lorena De Souza |

- Ganador del grupo de los aspirantes elegido por la audiencia.
- Ganadora del grupo de los rescatados elegido por la organización.

## Audiencias
| Edición                      | Fechas de emisión                          | Espectadores | Cuota |
| ---------------------------- | ------------------------------------------ | ------------ | ----- |
| [ 1 ] Primera edición (2015) | 19 de julio de 2015 — 31 de agosto de 2015 | 1.301.000    | 11,9% |